# Santiago Carpintero Fernández
Santiago Carpintero Fernández (Lleó, 28 de setembre de 1976) és un futbolista castellanolleonès ja retirat, que ocupa la posició de migcampista.

## Trajectòria
Comença a destacar al filial del Reial Oviedo. Sense arribar a jugar amb el primer equip asturià, el 1997 recala a l'Albacete Balompié, amb qui juga 22 partits a la categoria d'argent, dividits entre les temporades 97/98 i 98/99. Els següents anys hi romandria en equips de Segona B, com el Cartagonova CF, el Deportivo Alavés i el CD Toledo.
Hi retorna a la Segona Divisió el 2002, quan fitxa pel Llevant UE. És titular al conjunt granota durant dues temporades, la segona culminada amb l'ascens dels valencians a primera divisió. El migcampista, però, no té continuïtat, i marxa al Deportivo Alavés, amb qui assoleix un nou ascens a la màxima categoria.
La temporada 05/06 és la del debut del lleonès a primera divisió. Hi disputa 27 partits i marca dos gols, insuficients per a la permanència de l'equip basc. Jugaria una altra campanya amb l'Alavés abans de recalar al Màlaga CF. L'estiu del 2008 s'incorpora al Córdoba CF.